# Gia Lâm, Hà Nội
Gia Lâm là một xã thuộc thành phố Hà Nội, Việt Nam. 
Xã được hình thành trên cơ sở sáp nhập các xã Dương Xá, Kiêu Kỵ cùng một phần thị trấn Trâu Quỳ, các xã Phú Sơn, Cổ Bi, Đa Tốn, Bát Tràng thuộc huyện Gia Lâm cũ và phường Thạch Bàn thuộc quận Long Biên cũ, trong đợt Sáp nhập tỉnh, thành Việt Nam 2025.

## Lịch sử
Xã Gia Lâm được thành lập theo Nghị quyết số 1656/NQ-UBTVQH15 của Ủy ban Thường vụ Quốc hội Việt Nam, ban hành ngày 16 tháng 6 năm 2025. Theo đó, sắp xếp toàn bộ diện tích tự nhiên, quy mô dân số của xã Dương Xá, xã Kiêu Kỵ, một phần diện tích tự nhiên, toàn bộ quy mô dân số của thị trấn Trâu Quỳ, một phần diện tích tự nhiên, quy mô dân số của phường Thạch Bàn và các xã Phú Sơn (huyện Gia Lâm), Cổ Bi, Đa Tốn, một phần diện tích tự nhiên của xã Bát Tràng thành xã mới có tên gọi là xã Gia Lâm.

## Địa lý
Sau sắp xếp xã có diện tích tự nhiên 25,72 km2, quy mô dân số 90.498 người.
Xã Gia Lâm có vị trí địa lý:
- Phía bắc và đông bắc giáp xã Thuận An
- Phía tây bắc giáp các phường Phúc Lợi và Long Biên
- Phía tây giáp xã Bát Tràng
- Phía đông nam giáp tỉnh Hưng Yên.[4]

## Hành chính
Trụ sở xã đặt tại số 1 phố Thuận An, trước là trụ sở huyện Gia Lâm.